# كارا ديري
كارا ديري هو النهر الذي يصب في البحر الأسود على بعد 20 ميلا إلى الشرق من طرابزون، تركيا. في العصور القديمة كانت تعرف باسم Hyssos أو Hyssus.